# Tim Sköld
Pour les articles homonymes, voir Sköld.
Tim Sköld, né le 14 décembre 1966 à Skövde en Suède, est un musicien et producteur suédois.

## Biographie
Tim Sköld devient en 1985, sous le pseudonyme de Tim Tim, le bassiste de Kingpin, groupe renommé Shotgun Messiah en 1988.
Dans sa première formation, le groupe joue en Suède, dans leur ville d'origine, avant d'émigrer à Los Angeles.
Avant le début des années 1990, Tim Tim passe de bassiste à chanteur au gré d'un changement de personnel. C'est durant cette période qu'il délaisse son pseudonyme pour utiliser son véritable nom. En 1993, Tim Sköld et son collègue Harry Cody enregistrent le dernier album de Shotgun Messiah, du metal industriel, style dans lequel Tim Sköld continuera d'évoluer durant la suite de sa carrière.
Après la séparation de Shotgun Messiah, Tim Sköld réalise et produit en 1996 son premier album solo sous le nom de Skold puis rejoint pour plusieurs années le groupe de metal industriel KMFDM. Durant la séparation temporaire de KMFDM, il cofonde en 2000 avec Sascha Konietzko le projet éphémère MDFMK et participe, en 2002, à la reformation de KMFDM. Pendant cette période, il joue aussi avec ohGr (projet solo de Nivek Ogre de Skinny Puppy) et son ami Taime Downe du groupe The Newlydeads.
En 2002, des versions démos de plusieurs morceaux inédits de Skold sont volés et distribués sous la forme d'un EP non officiel du nom de Dead God.
Durant la même année et après la sortie de Tainted Love, chanson produite par Tim Sköld, l'artiste devient, à la suite du départ de Twiggy Ramirez, le bassiste de Marilyn Manson. Il produit, compose et joue sur l'album The Golden Age of Grotesque.
De début octobre 2005 à avril 2006, il enregistre et mixe dans différents studios privés l'album Eat Me, Drink Me de Marilyn Manson qu'il a co-composé avec Manson. Cet album est aussi coproduit par Tim Sköld et sort dans les bacs français le 4 juin 2007.
Bien qu'étant devenu guitariste studio, il reste le bassiste du groupe jusque l'arrivée de Rob Holliday en 2007. Il laisse alors la basse pour devenir le guitariste officiel de Marilyn Manson.
Le 9 janvier 2008, Tim Sköld annonce sur MySpace qu'il quitte le groupe Marilyn Manson. Il est remplacé par Twiggy Ramirez qui fait son retour.
Durant l'année 2009, il travaille de nouveau avec le leader de KMFDM Sascha Konietzko sur le projet Skold vs KMFDM. Leur chanson Love is like est présente dans la série télévisée NCIS.
En 2010, trois nouvelles chansons sont disponibles sur son site officiel : I will Not forget, Bullets Ricochet et A dark star. Il annonce la sortie de son deuxième album solo dans le courant de l'année, sortie repoussé à plusieurs reprises par la suite.
Son second album solo Anomie sort le 10 mai 2011 avec comme premier single Suck.
Il devient également le bassiste de Doctor Midnight & The Mercy Cult, un nouveau groupe de metal alternatif norvégien dirigé par l'ex-chanteur de Turbonegro Hank Von Hell. Leur premier album I Declare : Treason voit le jour en juin 2011. Une tournée en Scandinavie débute au mois de mai.
En 2020, il se lance dans un nouveau projet avec un autre acteur de la scène indus Nero Bellum. Ensemble ils forment Not My God dont le premier album homonyme est édité en février 2020.
En 2021, un nouvel album solo voit le jour, Dies Irae, qui est entièrement composé par ses soins, comme à son habitude.
Cette même année, Tim Sköld et Nero Bellum annoncent un nouvel album sous leur duo Not My God intitulé Simulacra dont le premier single Ashes bénéficie d'un vidéo clip. L'album sortira le 15 octobre 2021.
L'année suivante, Skold sort l'album Dead God le 15 avril 2022. Un projet qui a été volé plus de vingt ans auparavant. Pour la sortie, une vidéo de la chanson Don't pray for me vient promouvoir l'album. Il rejoint en mai le groupe industriel canadien Front Line Assembly en tant que guitariste pour une tournée aux États-Unis et en Europe en compagnie de Die Krupps.
Une nouvelle tournée avec Front Line Assembly en tant que première partie de Gary Numan et Ministry a lieu en mai 2023. Il annonce également durant ce mois de mai, un nouvel album de Not My God. Obverses sort le 12 mai 2023. Dans la foulée est annoncé un nouvel album solo intitulé Seven Heads qui parait le 28 juillet 2023 avec une tournée américaine le même mois.

## Discographie

### Kingpin
- 1988 : Welcome To Bop City - Basse, chœur et coproduction

### Shotgun Messiah
- 1989 : Shotgun Messiah - Basse, chœur et coproduction (Réédition de l'album Welcome To Bop City de Kingpin)
- 1991 : Second Coming - Chant et coproduction
- 1992 : I Want More (EP) - Chant et coproduction
- 1993 : Violent New Breed - Chant, basse, programmation et coproduction

### Skold
- 1996 : Skold - Chant, tous les instruments et production
- 2011 : Anomie - Chant, tous les instruments et production
- 2016 : The Undoing - Chant, tous les instruments et production
- 2019 : Never is Now - Chant, tous les instruments et production
- 2021 : Dies Irae - Chant, tous les instruments et production
- 2022 : Dead God - Chant, tous les instruments et production
- 2023 : Seven Heads - Chant, tous les instruments et production

### KMFDM
- 1997 : Symbols - Chant
- 1999 : Adios - Chant, basse, programmation et coproduction
- 2000 : MDFMK (EP) - Chant et guitare
- 2002 : Boots (EP) - Guitare
- 2002 : Attack - Chant, basse, guitare, synthétiseurs, programmation, batterie, et coproduction

### Peter Murphy
- 1998 : Recall - Production

### William Rieflin/ Robert Fripp / Trey Gunn
- 1999 : The Repercussions of Angelic Behavior - Production

### MDFMK
- 2000 : MDFMK - Chant, basse, guitare, synthétiseurs, programmation, et coproduction

### The Newlydeads
- 1997 : Newlydeads
- 2005 : Dead End
- 2009 : Dreams From a Dirt Nap

### Marilyn Manson
- 2003 : Tainted Love (Single) - Production
- 2003 : The Golden Age of Grotesque - Basse, guitare, synthétiseurs, programmation et production
- 2004 : Personal Jesus (Single - Reprise de Depeche Mode) - Basse, guitare, synthétiseurs, programmation et production
- 2004 : Lest We Forget (Best Of) - Programmation et coproduction
- 2007 : Eat Me, Drink Me - Basse, guitare, synthétiseurs, programmation et coproduction

### Doctor Midnight & The Mercy Cult
- 2011 : I Declare : Treason - Basse, mixage, production

### Not my God
- 2020 : Not my God - Chant, composition, production
- 2021 : Simulacra - Chant, composition, production
- 2023 : Obverses - Chant, composition, production